# Caropodium
Caropodium är ett släkte i familjen flockblommiga växter.

## Arter
Släktet har tre arter:
- Caropodium haussknechtii (Boiss.) Schischk.
- Caropodium platycarpum (Boiss. & Hausskn.) Schischk.
- Caropodium pterocarpum (Boiss.) Schischk.